# 洛什洛薩 (佛羅里達州)
洛奇盧薩（英語：Lochloosa）是位於美國佛羅里達州阿拉楚阿縣的一個非建制地區。該地的面積和人口皆未知。

## 地理
洛奇盧薩的座標為29°30′42″N 82°06′01″W / 29.51167°N 82.10028°W，而該地的平均海拔高度為20米（即66英尺）。